# Grillz
"Grillz" é uma canção do rapper americano Nelly, com a participação de Paul Wall e Ali & Gipp, Brandi Williams faz apenas back vocal na música. "Grillz" tem uma amostra da música "Soldier" do grupo Destiny's Child.

## Desempenho
| Tabelas musicais (2005-2006)           | Melhor posição |
| -------------------------------------- | -------------- |
| Estados Unidos - Billboard Hot 100     | 1              |
| Estados Unidos - Hot R&B/Hip-Hop Songs | 2              |
| Estados Unidos - Hot Rap Tracks        | 1              |
| Estados Unidos - Pop 100               | 3              |
| Reino Unido - UK Singles Chart         | 24             |
| Austrália - Australian Singles Chart   | 11             |